# Neumühle (Geslau)
Neumühle ist ein Wohnplatz der Gemeinde Geslau im Landkreis Ansbach (Mittelfranken, Bayern). Neumühle liegt in der Gemarkung Gunzendorf.

## Geografie
Die Einöde besteht aus einem Wohngebäude und drei Nebengebäuden. Der Ort liegt am Mühlbach, einem rechten Zufluss des Kreuthbachs, der wiederum ein rechter Zufluss der Altmühl ist. Eine Gemeindeverbindungsstraße führt nach Steinach am Wald (0,6 km nordwestlich) bzw. zur Staatsstraße 2250 (0,4 km östlich).

## Geschichte
Die Mühle wurde 1714 an der Stelle eines Vorgängerbaus errichtet und erhielt dadurch ihren Namen Neumühle.
Gegen Ende des 18. Jahrhunderts gehörte die Neumühle zur Realgemeinde Gunzendorf. Die Mühle hatte das hohenlohische Amt Schillingsfürst als Grundherrn. Unter der preußischen Verwaltung (1792–1806) des Fürstentums Ansbach erhielt die Neumühle die Hausnummer 27 des Ortes Gunzendorf.
Im Rahmen des Gemeindeedikts wurde Neumühle dem 1808 gebildeten Steuerdistrikt Geslau und der 1810 gegründeten Ruralgemeinde Geslau zugeordnet. Mit dem Zweiten Gemeindeedikt (1818) wurde Neumühle in die neu gebildete Ruralgemeinde Gunzendorf umgemeindet. In den amtlichen Verzeichnissen nach 1888 wurde Neumühle nicht mehr aufgelistet.
Im Zuge der Gebietsreform in Bayern wurde Neumühle am 1. Januar 1972 nach Geslau eingemeindet.

### Ehemaliges Baudenkmal
- Neumühle. Zweite Hälfte des 17. Jahrhunderts. Zweigeschossiges, ansehnliches Wohnhaus mit massivem Erdgeschoss. Darin unregelmäßig verteilte, profilierte Fenster. Das Obergeschoss aus überputztem, der zweigeschossige Giebel aus freiliegendem Fachwerk mit hohen Fußstreben und geschweiften Bügen.[6]

### Einwohnerentwicklung
| Jahr      | 001836 | 001840 | 001861 | 001871 | 001885 |
| Einwohner | 5      | 5      | *      | 4      | 4      |
| Häuser    | 1      | 1      |        |        | 1      |
| Quelle    | [ 8 ]  | [ 9 ]  | [ 10 ] | [ 11 ] | [ 12 ] |

## Religion
Der Ort ist evangelisch-lutherisch geprägt und nach St. Kilian (Geslau) gepfarrt. Die Einwohner römisch-katholischer Konfession sind nach St. Johannis (Rothenburg ob der Tauber) gepfarrt.

## Weblink
- Neumühle in der Ortsdatenbank des bavarikon, abgerufen am 19. August 2021.